# Axel Prissaint
Axel Prissaint, né le 6 mai 1998 à Amiens, est un joueur professionnel français de hockey sur glace. Il évolue au poste de défenseur aux Boxers de Bordeaux et en équipe de France.

## Biographie
Axel Prissaint nait à Amiens le 6 mai 1998, où il commence le hockey sur glace très jeune et y reste pendant toute sa formation. Il se fait rapidement remarquer en étant intégré dès 2012, à 14 ans, dans la deuxième équipe U18 de son club, puis dans l'équipe première de cette même catégorie dès la saison suivante, et dans l'équipe U22 à partir de 2014. Il fait même ses débuts en Ligue Magnus au cours de la saison 2015-2016 en jouant un match avec l'équipe professionnelle, et fait partie de l'équipe de France U18 pour le championnat du monde,.
Il est pleinement intégré à l'équipe professionnelle la saison suivante, jouant 39 matches de Ligue Magnus, mais son temps de jeu est limité. Il joue en parallèle avec l'équipe U20 et est prêté pour quelques matches aux Lions de Wasquehal et aux Corsaires de Dunkerque. Il est sélectionné en équipe de France U20 pour le championnat du monde 2017. En 2017-2018, son temps de jeu avec l'équipe professionnelle augmente, il participe à 42 matches de saison régulière et est crédité de 10 aides, puis à 12 en séries éliminatoires pour 2 aides. Il continue à jouer avec l'équipe U20, mais moins que la saison précédente, seulement quatre matches au lieu de neuf. Il est encore sélectionné en équipe de France U20, pour quinze matches, dont les cinq du championnat du monde,.
Il reste encore deux saisons dans son club formateur, pendant lesquelles l'équipe remporte à deux reprises la Coupe de France, contre les Lions de Lyon en 2019 et les Dragons de Rouen en 2020. Il est sélectionné en équipe de France sénior par Philippe Bozon, pour deux matches en 2018-2019 et trois en 2019-2020, mais n'est pas retenu pour les championnats du monde. Il décide alors de quitter Amiens, et indique en interview : « j’arrivais à un stade où j’avais le sentiment qu’il me fallait autre chose pour continuer à progresser. J’avais besoin de voir autre chose, de me faire mon expérience. » Il rejoint les Rapaces de Gap. Sa première saison dans les Hautes-Alpes, écourtée en raison de la pandémie de Covid-19, est difficile pour lui pour cause de blessures, mais il joue tout de même 21 des 23 matches que dispute son équipe,. Il n'est cependant pas appelé en équipe de France, qui joue des matches amicaux et un « Tournoi des 6 Nations » en Slovénie, malgré l'annulation du championnat du monde due à la pandémie,.
Sa saison 2021-2022 se passe mieux, il joue 41 matches de saison régulière, pendant lesquels il inscrit 3 buts et est crédité de 8 aides, pour un total de 11 points, et 6 en séries éliminatoires, pendant lesquelles il marque un but,. Il dépasse également les 200 matches disputés en Ligue Magnus en décembre 2021. Qualifiés pour la finale de la Coupe de France, les Rapaces la perdent en prolongation face aux Ducs d'Angers. De nouveau sélectionné en équipe de France, il fait partie de la « liste élargie » établie par Philippe Bozon avant le championnat du monde, mais n'est finalement pas retenu dans la liste finale. À la fin de la saison, il annonce son départ de Gap pour rejoindre les Boxers de Bordeaux,.

## Statistiques
Pour la signification des abréviations, voir statistiques du hockey sur glace.

### En club
| Saison    | Équipe                      | Ligue                 |    | Saison régulière | Saison régulière | Saison régulière | Saison régulière | Saison régulière | Saison régulière |   | Séries éliminatoires | Séries éliminatoires | Séries éliminatoires | Séries éliminatoires | Séries éliminatoires | Séries éliminatoires |
| Saison    | Équipe                      | Ligue                 | PJ | B                | A                | Pts              | Pun              | +/-              | PJ               | B | A                    | Pts                  | Pun                  | +/-                  |                      |                      |
| 2012-2013 | Gothiques d'Amiens          | Cadets U18 Excellence | 10 | 2                | 2                | 4                | 6                |                  | 1                | 0 | 0                    | 0                    | 0                    |                      |                      |                      |
| 2013-2014 | Gothiques d'Amiens          | Cadets U18 Élite      | 16 | 3                | 5                | 8                | 10               |                  | 4                | 0 | 1                    | 1                    | 4                    |                      |                      |                      |
| 2014-2015 | Gothiques d'Amiens          | Cadets U18 Élite      | 13 | 1                | 8                | 9                | 32               |                  | 4                | 3 | 1                    | 4                    | 4                    |                      |                      |                      |
| 2014-2015 | Gothiques d'Amiens          | Junior U22 Élite      | 4  | 0                | 1                | 1                | 4                |                  | 5                | 0 | 0                    | 0                    | 4                    |                      |                      |                      |
| 2015-2016 | Gothiques d'Amiens          | Cadets U18 Élite      | 18 | 7                | 13               | 20               | 36               |                  | 4                | 1 | 6                    | 7                    | 29                   |                      |                      |                      |
| 2015-2016 | Gothiques d'Amiens          | Junior U22 Élite      | 17 | 2                | 3                | 5                | 6                |                  | 2                | 0 | 0                    | 0                    | 2                    |                      |                      |                      |
| 2015-2016 | Gothiques d'Amiens          | Ligue Magnus          | 1  | 0                | 0                | 0                | 0                | 0                |                  |   |                      |                      |                      |                      |                      |                      |
| 2016-2017 | Gothiques d'Amiens          | Junior U20 Élite      | 9  | 1                | 5                | 6                | 6                |                  | 4                | 1 | 3                    | 4                    | 6                    |                      |                      |                      |
| 2016-2017 | Lions de Wasquehal          | Division 2            | 3  | 0                | 3                | 3                | 4                |                  |                  |   |                      |                      |                      |                      |                      |                      |
| 2016-2017 | Corsaires de Dunkerque      | Division 1            | 9  | 1                | 0                | 1                | 6                | -4               |                  |   |                      |                      |                      |                      |                      |                      |
| 2016-2017 | Gothiques d'Amiens          | Ligue Magnus          | 39 | 0                | 1                | 1                | 4                | 0                |                  |   |                      |                      |                      |                      |                      |                      |
| 2017-2018 | Gothiques d'Amiens          | Junior U20 Élite      | 4  | 0                | 0                | 0                | 2                |                  |                  |   |                      |                      |                      |                      |                      |                      |
| 2017-2018 | Gothiques d'Amiens          | Ligue Magnus          | 42 | 0                | 10               | 10               | 53               | 2                | 12               | 0 | 2                    | 2                    | 4                    | -4                   |                      |                      |
| 2018-2019 | Corsaires de Dunkerque      | Division 1            | 1  | 0                | 2                | 2                | 0                | 3                |                  |   |                      |                      |                      |                      |                      |                      |
| 2018-2019 | Gothiques d'Amiens          | Ligue Magnus          | 44 | 0                | 4                | 4                | 22               | 0                | 11               | 0 | 1                    | 1                    | 4                    | -2                   |                      |                      |
| 2019-2020 | Bisons de Neuilly-sur-Marne | Division 1            | 1  | 0                | 1                | 1                | 0                | -1               |                  |   |                      |                      |                      |                      |                      |                      |
| 2019-2020 | Gothiques d'Amiens          | Ligue Magnus          | 30 | 1                | 5                | 6                | 24               | 0                | 7                | 0 | 3                    | 3                    | 4                    | 0                    |                      |                      |
| 2020-2021 | Rapaces de Gap              | Ligue Magnus          | 21 | 0                | 1                | 1                | 14               | 2                |                  |   |                      |                      |                      |                      |                      |                      |
| 2021-2022 | Rapaces de Gap              | Ligue Magnus          | 41 | 3                | 8                | 11               | 39               | -1               | 6                | 1 | 0                    | 1                    | 8                    | 2                    |                      |                      |
| 2022-2023 | Boxers de Bordeaux          | Ligue Magnus          |    |                  |                  |                  |                  |                  |                  |   |                      |                      |                      |                      |                      |                      |

### En équipe de France
| Année | Compétition                          |    | PJ | B | A | Pts | Pun | +/- |
| 2016  | Championnat du monde U18 Division IA | 5  | 0  | 1 | 1 | 0   | -3  |     |
| 2017  | Championnat du monde U20 Division IA | 5  | 0  | 0 | 0 | 2   | 0   |     |
| 2018  | Championnat du monde U20 Division IA | 5  | 0  | 0 | 0 | 2   | 0   |     |
| 2018  | Matches amicaux                      | 10 | 0  | 2 | 2 | 8   |     |     |
| 2019  | Matches amicaux                      | 2  | 0  | 0 | 0 | 0   |     |     |
| 2020  | Matches amicaux                      | 3  | 0  | 0 | 0 | 0   |     |     |
| 2022  | Matches amicaux                      | 4  | 0  | 0 | 0 | 0   |     |     |

## Palmarès
- championnat du monde junior (U20) Division IA :
  - médaille de bronze : 2017[1].
- Coupe de France :
  - vainqueur : 2019, 2020[1] ;
  - finaliste : 2022[9].